# 青葉台 (津市)
青葉台（あおばだい）は、三重県津市にある地名。現行行政地名は青葉台一丁目及び青葉台二丁目。

## 地理
津市の中央部に位置し、周囲は戸木町に囲まれている。

## 歴史
- 2006年（平成18年）7月11日 - 新設により青葉台一丁目及び青葉台二丁目が設置された[1]

## 世帯数と人口
2019年（令和元年）6月30日現在の世帯数と人口は以下の通りである。
| 丁目         | 世帯数  | 人口    |
| ------------ | ------- | ------- |
| 青葉台一丁目 | 270世帯 | 952人   |
| 青葉台二丁目 | 210世帯 | 729人   |
| 計           | 480世帯 | 1,681人 |

### 人口の変遷
国勢調査による人口の推移
| 2010年（平成22年） | 551人   | [ 6 ] |  |
| 2015年（平成27年） | 1,370人 | [ 7 ] |  |

### 世帯数の変遷
国勢調査による世帯数の推移
| 2010年（平成22年） | 172世帯 | [ 6 ] |  |
| 2015年（平成27年） | 395世帯 | [ 7 ] |  |

## 学区
市立小・中学校に通う場合、学区は以下の通りとなる。
| 丁目         | 番・番地等 | 小学校           | 中学校           |
| ------------ | ---------- | ---------------- | ---------------- |
| 青葉台一丁目 | 全域       | 津市立戸木小学校 | 津市立久居中学校 |
| 青葉台二丁目 | 全域       | 津市立戸木小学校 | 津市立久居中学校 |

## その他

### 日本郵便
- 郵便番号 : 514-1139[4]（集配局：津中央郵便局[9]）。